# Рудник Архали
Рудник Архали – колишнє гірничодобувне підприємство в Жетисуській області Казахстану, що провадило розробку однойменного золоторудного родовища.
Родовище Архали відкрили у 1955-му та почали розробляти в 1963 році. З плином часу до облаштування рудника, що провадив видобуток підземним способом, увійшли три шахти. Річний видобуток становив біля 0,5 тон золота та кілька тон срібла.
Із зростанням глибини розробки вміст золота в руді падав, оскільки на глибинах у 100 – 200 метрів золото-срібне зруднення переходило у золото-поліметалічне. Хоча при цьому зростали концентрації свинцю, цинку та міді, їх виявилось недостатньо для ведення рентабельної розробки. Як наслідок, у 1996-му рудник закрили. На той час він вів розробку пластів на глибині у 195 метрів.